# Мали Лондон
Мали Лондон или Мали рит је приградско насеље у Панчеву, Србија. Мали Лондон се налази са обе стране пута Е70, у близини индустријске локације града. Има око 70 стамбених јединица у којима живе Роми. 
Прве куће изграђене су пре 50 година. Многи становници Малог Лондона зарађују за живот од рециклаже метала. Половна возила се довозе у насеље и расклапају, да би се препродали као старо гвожђе или лим. Насеље је без текуће воде и струје, а представља здравствени ризик за његове становнике. Године 2005. неки грађани Малог Лондона су основали удружење Мали Рит Лондон Друштво Рома. 
Према подацима из 1998, у "Малом Лондону" живело је 248 становника.  Петар Думитру, председник Друштва Рома "Мали рит – Лондон", каже за "Политику" да је 2004. ова енклава имала чак 711 становника. 